# 웨스트민스터 체제

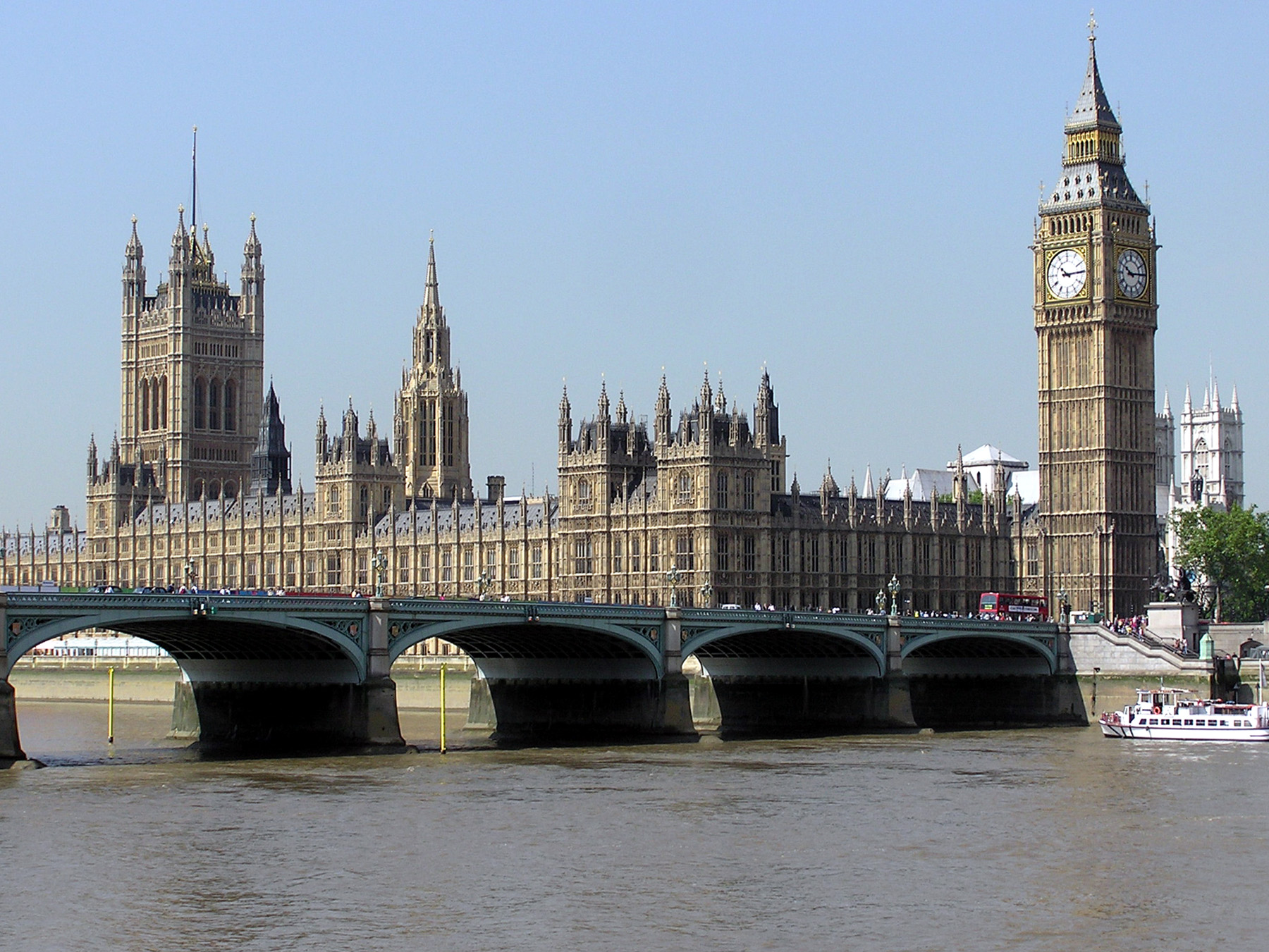

웨스트민스터 체제(영어: Westminster System)는 입법부를 운영하는 절차를 통합하는 의원내각제 정부의 형태이다. 이 개념은 영국에서 처음 개발되었다.
이 체제의 특징은 입법부의 구성원인 의원으로 구성된 행정부가 있으며, 입법부에 책임이 있고, 반대 진영인 야당이 있으며, 정부 수반과 별도로 의례적인 국가 원수가 있다. 이 용어는 영국 의회가 위치한 웨스트민스터궁에서 왔다. 웨스트민스스터 체제는 미국에서 시작된 대통령제나 프랑스 정부에서 사용하는 이원집정부제와 비교된다.
웨스트민스터 체제는 (미국을 제외한) 대영제국의 이전 식민지 국가 및 그 지방정부 입법부에서 사용되거나 한때 사용되었다. 1848년 영국령 캐나다와 1855년에서 1890년 사이의 오스트레일리아의 6개 식민지에서 처음 사용되었다. 이스라엘은 영국 위임통치령 팔레스타인에서 독립하면서 웨스트민스터 체제에서 영감을 받은 정부 형태를 채택했다. 그러나 나이지리아나 남아프리카 공화국 등의 일부 옛 식민지는 대통령제나 혼합형 정부 형태를 채택했다.

## 특징
웨스트민스터 시스템을 표방하는 나라들은 대부분 이러한 특징이 있다.
- 주권을 쥐는 군주나 그 밖의 국가원수가 있다. 그들의 역할은 명목상으로 또는 법적으로 행정권을 장악한다. 비록 여러 가지 중재권력이 있지만 그들의 의무는 대체적으로 의전적인 역할을 수행하는 것이다. 예를 들면 영국의 군주, 영국을 제외한 영국 연방 왕국 회원국의 총독, 또는 공화주의를 표방하는 나라의 대통령 등이 있다.
- 행정부를 관리하는 정부수반인 총리(영어: Prime Minister, Premier 또는 First Minister)가 있다.

## 같이 보기
- 의회에 있어서의 여왕
- 추밀원에 있어서의 여왕
- 책임정부
- 내각공동책임
- 신임과 예산
- 의회제정법